# Routes d'État de Californie

Panneau des routes d'État californiennes

L'État de Californie (États-Unis d'Amérique) possède son réseau de routes d'État. Elles sont maintenues par le département des Transports de Californie (Caltrans) et sont dénombrées selon le Streets and Highways Code.
La plus connue de ces routes est la California State Route 1.